# Leptysmina pallida
Leptysmina pallida är en insektsart som beskrevs av Giglio-tos 1894. Leptysmina pallida ingår i släktet Leptysmina och familjen gräshoppor. Inga underarter finns listade i Catalogue of Life.